# 第六世达赖喇嘛
仓央嘉措（藏語：ཚངས་དབྱངས་རྒྱ་མཚོ，威利转写：tshangs dbyangs rgya mtsho；1683年3月1日—？），別名為阿旺卻扎嘉措，舊譯倉洋嘉錯，是藏傳佛教格魯派的第六世达赖喇嘛及第一世達克布呼圖克圖。他也是一位西藏诗人，是历代达赖喇嘛中最富传奇色彩的人物。
五世達賴喇嘛圓寂後，攝政桑結嘉措為維護西藏穩定，長期隱瞞五世達賴的死訊長達十五年之久，直到1688年才認定倉央嘉措為其轉世。1697年倉央嘉措在拉薩坐床。1705年，攝政桑結嘉措與和碩特汗國的拉藏汗發生衝突，拉藏汗率兵入侵西藏，殺死桑結嘉措。翌年，拉藏汗拒絕承認倉央嘉措的合法地位，將其逮捕送往北京，途中於青海湖附近失蹤，可能遭到謀殺。
拉藏汗另立阿旺伊西嘉措為「六世達賴喇嘛」，此人的身份也受到清廷的承認，但藏區人普遍仍認定仓央嘉措為正統的六世達賴喇嘛。1721年，清廷正式追復仓央嘉措的六世達賴喇嘛身份。

## 生平事蹟

### 早年生涯
1683年（藏曆十一繞迥之水猪年），倉央嘉措原名计美多吉协加衮钦，出生在门隅达旺纳拉山下的宇松地区邬坚岭，這個地方今日为中印争议地区，現屬印度阿魯納恰爾邦的達旺縣管辖；六世達賴的家族都信奉藏傳佛教寧瑪派，屬門巴族，為伏藏師貝瑪林巴的後裔。父亲名叫扎西丹增，母亲名叫次旺拉姆。
關於六世達賴喇嘛的出生有不少傳說。事實上，他的母親次旺生下他的時候沒有甚麼奇跡發生。在六世達賴出生的當月，一次，次旺正在用石磨研磨稻穀。令她驚訝地是，水珠開始在石磨上聚集。又有一次，次旺在附近的溪流中喝水，牛奶開始從水中噴溢出來。此後，這條溪流被稱為Oma-Tsikang，意即「牛奶之水」。

### 成為達賴喇嘛

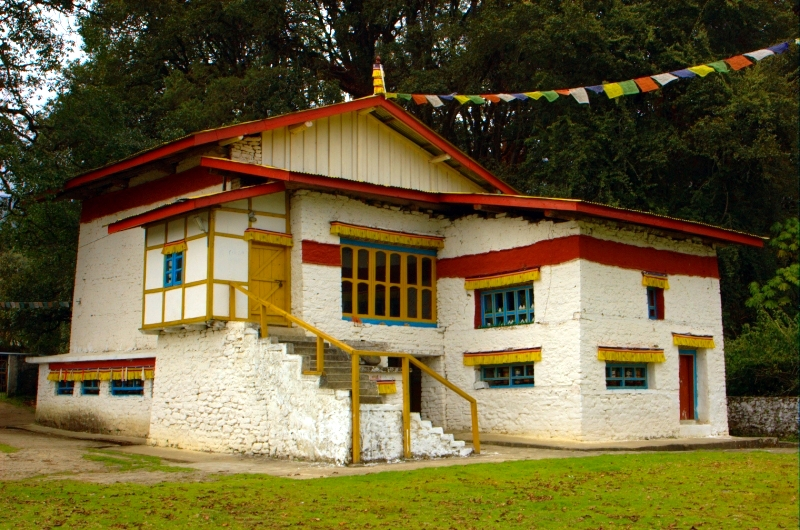
六世達賴喇嘛的出生地

1683年，第五世達賴喇嘛圓寂。為了維持西藏政權的穩定，西藏攝政桑结嘉措遵循達賴的遺願，對外宣稱五世達賴正在閉關修煉不見人。而在重要的場合與法會上，把達賴喇嘛的袈裟放在寶座上。蒙古王公們堅持前來拜見時，則讓長期跟隨五世達賴老僧德帕得瑞裝扮成達賴喇嘛。
五世達賴圓寂的消息被隱瞞了十五年之久，其間，桑結嘉措派人悄悄地尋找達賴喇嘛的轉世。尋訪轉世靈童的僧侶們最初認為靈童在西藏境內，然而後來認定在西藏以外的一個最後一個音節讀作「ལིང」（ling）的山谷裡，從而圈定了Urgyanling、Sangeling和Tsorgeling三個地方。1685年，倉央嘉措被認定為轉世靈童，並在1688年被認定為五世達賴喇嘛的轉世。倉央嘉措被带到囊噶孜加，桑結嘉措委派指定的師傅對他加以教导。
1697年，倉央嘉措被接到拉薩。就在途中，他與一位年輕女友同床共枕。作為對嚴苛的格魯派僧戒的反叛，而且他最終成為一個酗酒者。與此同時，桑结嘉措正式對外宣布五世達賴的死訊，並派官員夏仲·阿旺雄努出使清朝，向康熙帝報告。
1698年，拜第五世班禪喇嘛为师，剃度受戒，取法名罗桑仁钦仓央嘉措。十月二十五日，舉行坐床儀式，倉央嘉措正式成為第六世達賴喇嘛。不過，实权一直控制在桑结嘉措手中，桑结嘉措监督他学习《根本咒》、《秘诀》、《菩萨随许法》、《生满诫》等。直到十八歲的時候，才在五世班禪喇嘛、丹增旺秋汗和拉藏汗的勸誡下接受了沙彌戒。在任期間，他在八廓建立了沖賽康。
六世達賴喇嘛出生在信奉寧瑪派的家族中，相對於寧瑪派僧侶來說，格魯派的戒律不允許娶妻生子，因而顯得較為嚴苛。六世達賴生性浪漫，由於十五歲才剃髮出家，出家以前，他已經與很多女性談起戀愛了，並延續到出家以後。他創作了不少優秀的情歌和情詩，也常常違反格魯派的戒律。雖然他一直拒絕過守戒的生活，但並不意味著他被廢黜達賴喇嘛之位。他經常穿著俗人的衣服，步行、騎馬或乘轎離開布達拉宮。他還經常流連於各地的花園、在拉薩的街上過夜，喝著葡萄酒唱著歌，並與女友們有著風流關係。倉央嘉措也因此落了個“情僧”的名號。他也經常離開布達拉宮，到野外比賽射箭。爾後倉央嘉措退隱到布達拉宮北側懸崖的一個花園中靜修，放棄了他在1702年發表公眾演講的計劃，而這是作為他修煉的一部份。
他在年轻的时候开始学习哲学、诗歌、曆算，並且拒絕成為沙彌。他喜歡飲酒，與男男女女結伴，並創作情歌。

### 被废黜與下落之謎
桑结嘉措與和碩特汗國的拉藏汗產生嚴重對立。拉藏汗則與清朝的康熙帝結盟。1705年，拉藏汗進攻拉薩，殺害了攝政桑结嘉措。對此倉央嘉措表現出非常不安，他離開了自己的靜修地前往日喀則，請求師傅五世班禪喇嘛的原諒，將僧衣脫下還給了五世班禪，将以表捨戒還俗之意。後來，他返回布達拉宮，繼續先前的遊樂生活。
1706年（第十二繞迥陰木雞年）6月28日，拉藏汗聲稱倉央嘉措是「假達賴」，決定將其廢黜，另外尋找「真達賴」。拉藏汗想要置倉央嘉措於死地，以滿清皇帝召見為名綁架了他，派蒙古衛兵將他押往北京。此舉激怒了拉薩的僧侶，一行人途經哲蚌寺門前，寺中的喇嘛一齊出動，將倉央嘉措奪回。然而，當拉藏汗的部隊炮轟哲蚌寺時，為阻止喇嘛們的慘重傷亡，倉央嘉措自願出降被俘，被拉藏汗部準備途經青海押回北京。
六世達賴喇嘛的結局各史料記載不一。按照清朝官方的說法，倉央嘉措於11月15日行至青海道附近得病圓寂，按照亂臣的處置方法，將屍體拋棄在野外。當時西藏官方亦稱其在青海湖附近的公噶瑙尔圓寂。不過，有不少人懷疑他遭到了謀殺。
不過，與官方史料記載截然不同的是，其他資料中卻普遍記載著倉央嘉措逃脫的說法。其中一種說法是：康熙帝派人至西藏調停和碩特汗與西藏格魯派的關係，因拉藏汗種種詆毀，欽差無可奈何，只得邀請倉央嘉措去北京辯解。行至青海地界時，康熙帝降旨責備欽差辦理不善。正在欽差進退維谷的時候，倉央嘉措主動捨弃了達賴喇嘛的名位，決意遁去。欽差只得以途中得病圓寂、依照亂臣之法棄屍於野上報。此後，他遊歷印度、尼泊爾，以及康區、衛藏、安多、甘肅、蒙古等地，弘揚佛法。松巴·益西班覺、達木卻嘉木蘇（《蒙古政教史》作者）、法尊法師，以及才旦夏茸、却太尔、多识仁波切等現代學者都認同這種說法。
還有一種說法認為六世達賴喇嘛並沒有死，而是被清朝秘密軟禁在五台山栖贤寺直至圓寂。根據藏文史料《十三世達賴傳》記載，十三世達賴喇嘛在五台山拜佛期間，曾親往拜謁倉央嘉措閉關修煉的寺廟。
1957年，中華人民共和國進行民族社會歷史調查中，在內蒙古自治區的阿拉善旗發現當地流傳著有關六世達賴喇嘛的傳說。這些傳說中，六世達賴前半生的敘述與官方記載大致相同，但此後則完全不同了：六世達賴喇嘛行至青海湖附近的公噶瑙尔時，乘風雪之夜悄然遁去。他以阿旺卻扎嘉措（藏語：ངག་དབང་ཆོས་གྲགས་རྒྱ་མཚོ，威利转写：ngag dbang chos grags rgya mtsho）的名字，先去安多、再至衛藏；至1716年（康熙五十五年）時來到阿拉善旗，為班自爾扎布台吉所禮遇。六世達賴收其子阿旺多爾濟為弟子，弘揚佛法，在1746年（乾隆十一年）5月8日圓寂。阿旺多爾濟依其遺願，在賀蘭山中建立廣宗寺，並將其屍身葬於靈塔之內，放置於中間供人瞻仰。六世達賴喇嘛被尊為廣宗寺的第一世達克布呼圖克圖。其全身舍利靈塔供奉於該寺的黃樓廟中，中華人民共和國成立之後尚存。廣宗寺在文化大革命中被拆除，而全身舍利遭到紅衛兵的焚燒。骨灰由一位名叫桑吉拉布坦的喇嘛秘密收藏。2001年，六世迭斯爾德呼圖克圖·賈拉森主持重建黃樓廟，將其骨灰重新供奉於此。

## 身後
在廢黜了倉央嘉措之後，拉藏汗另立了一位25歲的僧侶阿旺伊西嘉措為新的六世達賴喇嘛，但其地位普遍不被藏族人和蒙古人認可。1717年拉藏汗兵敗被殺後，這位「六世達賴」也隨即被廢黜。隨後，格桑嘉措被認定為倉央嘉措的轉世，為第七世達賴喇嘛。
五世至十三世達賴喇嘛的遺體都被葬於布達拉宮靈塔中供人瞻仰，唯有六世達賴喇嘛沒有自己的靈塔。